# Bohemian Rhapsody
«Bohemian Rhapsody» («Богемная рапсодия», «Богемская рапсодия») — песня британской рок-группы Queen, выпущенная в качестве ведущего сингла с их четвёртого студийного альбома A Night at the Opera (1975).
Песня с необычной музыкальной формой из шести разных по стилю частей, которые не делятся на куплеты и припевы и представляют отдельные музыкальные направления: оперу и балладу, пение а капелла и рок.
Песня издана на сингле весьма успешно, дав серьёзный толчок карьере группы, ставшей всемирно известной. На песню снят видеоклип, ставший одним из самых известных в истории. Песня исполнялась почти на всех концертах группы.

## История
Queen и Рой Томас Бэйкер, продюсер, записывали песню более трёх недель. Запись началась на студии Rockfield 1 в уэльском городе Монмут 24 августа 1975 года после трёхнедельной репетиции в Херефордшире. Во время записи ещё использовались такие студии, как Roundhouse, SARM (East), Scorpion и Wessex. По воспоминаниям членов группы, Меркьюри, руководивший записью, полностью отдавался работе.
Вначале записывались партии рояля Меркьюри, бас-гитары Джона Дикона и ударных Роджера Тейлора. Группа также использовала бас-гитару Fender, электрогитару Брайана Мэя Red Special, ударные Ludwig (англ.), литавры и гонг Paiste. Меркьюри играл на рояле Bechstein, который позже использовал для видеоклипа и турне по Великобритании.
Когда запись была закончена, сингл стал самым дорогим из когда-либо сделанных и до сих пор остаётся эталоном качества в музыкальной индустрии.
Когда группа изъявила желание выпустить песню синглом, то руководство лейбла категорически отказало группе, указав на то, что песня длиной в пять с половиной минут никогда не станет хитом. Джон Дикон сделал укороченную версию для сингла, вырезав «оперный кусок», однако Фредди ультимативно заявил, что песня выходит либо целиком, либо никак.
Если верить продюсеру группы Рою Томасу Бейкеру, то произошла такая история: песню показали известному английскому актёру, теле- и радиоведущему Кенни Эверетту, который на тот момент был диджеем на радио Capital. У них была запись на бобине, и её дали Эверетту с условием, что тот не будет ставить её на радио. «Хорошо, не буду ставить» — ответил Эверетт и подмигнул. Эверетт раздразнил слушателей сначала фрагментами песни, а потом за два выходных дня за время своего шоу проиграл её 14 раз. В ближайший понедельник целые толпы покупателей приходили в магазины за пластинкой, но той ещё не было в продаже.
В итоге звукозаписывающая компания была вынуждена выпустить песню. Она вышла на сингле с песней «I’m in Love with My Car» на стороне «Б».
В 1981 году песня вошла в сборник Greatest Hits как композиция, открывающая альбом.
В 1991 году, после смерти Меркьюри, песня вновь вышла в качестве сингла с песней «These Are the Days of Our Lives» и вновь стала хитом. Все доходы от этого переиздания Меркьюри перед смертью распорядился отдать благотворительному фонду Терренса Хиггинса по борьбе со СПИДом.

## Состав и философия песни
Рассматривая роль удачного заголовка как немаловажной составляющей успеха этого шедевра в широчайших массах, музыковеды Запада заключили, что в «Bohemian Rhapsody» проведены линии и к индивидуализму богемного мира артистов-художников, и к музыкальной форме рапсодии как синониму романтических идеалов арт-рока. Не вызывает сомнений трактовка заголовка и при переводе на французский, где словом Bohémien как минимум с 1467 года называют цыган, от которых в 1863 году и образовали слово «богема», буквально «цыганщина». Поэтому и французские критики, апеллируя к признаниям лирического героя песни, напоминают, что, не вписываясь в правила общества, он и являет собой богему. Испанское название — «Rapsodia bohemia», где «bohemia» однозначно проецируется на богемную культуру.
Что касается самой песни, предполагается[кем?], что она соотносится с повестью Альбера Камю «Посторонний», которая также представляет собой исповедь убийцы. Другие считают, что речь идёт о призывнике войны во Вьетнаме, о его внутренней борьбе и протесте домашних. Другая популярная версия — что это песня о болезни Меркьюри СПИДом, несмотря на то что впервые эта болезнь была описана лишь спустя 6 лет после записи песни. Последние говорят, что слова части песни должны просто сочетаться с музыкой и потому не имеют никакого смысла и связи. Как подтверждение, Меркьюри сам говорил Кенни Эверетту, что это просто «беспорядочная рифмованная бессмыслица».
Меркьюри всегда был уклончив относительно ответа о значении песни. В противоположность другим участникам группы, которые любили рассказывать о вдохновении при написании песен, Меркьюри не любил анализировать свои труды и предпочитал, чтобы слушатели сами строили догадки о его творчестве. Единственное, что известно наверняка − то, что его песни были каким-либо образом связаны с ним, и «Bohemian Rhapsody» не исключение, что подтверждали и другие музыканты. Во время выпуска сингла Меркьюри сказал: 

Это одна из тех песен, которые заставляют фантазировать. Я думаю, что людям надо просто слушать её, думать о ней, и затем строить свои предположения о том, что песня им сказала. 
Песня состоит из шести частей — вступление, баллада, гитарное соло, опера, хард-рок и кода. Формат, резкий переход от одной части к другой, тон и темп были необычны для рок-музыки того времени. Меркьюри и раньше так экспериментировал со стилями, как в песнях «My Fairy King», «Liar», «In The Lap Of The Gods» и «The March of the Black Queen», которые можно смело называть предшественниками «Bohemian Rhapsody».

### Вступление (0:00-0:49)
Рапсодия начинается 4-голосным вступлением а капелла в соль миноре, в исполнении Меркьюри. Звучит вопрос: «Это реальность или только выдумка?» («Is this the real life? Is this just fantasy?»). На словах «открой глаза» («open your eyes») начинается партия рояля. Здесь голос Меркьюри перекликается с хором. Рассказчик говорит: «Я просто бедный парень, мне не надо сочувствия» («I’m just a poor boy, I need no sympathy»), объясняя тем, что «ему всё равно» («doesn’t really matter to me»). Как будто бы «скользящие» слова «easy come, easy go, little high, little low» создают мечтательную атмосферу. Слова «little high, little low» также описывают саму мелодию в этом фрагменте, повышение на полтона вверх, затем понижение на полтона вниз.

### Баллада (0:49-2:45)
Эта часть начинается фортепианным вступлением в си-бемоль мажоре. В первых двух тактах играется бас-сопровождение с более высоким аккомпанементом. Дикон вступает со своей бас-гитарой, как только Меркьюри начинает петь, голос меняется от многоголосия к спокойному соло-пению. Рассказчик говорит своей матери, что он «только что убил человека» («just killed a man»), и потому испортил себе всю жизнь. Далее идёт модуляция в ми-бемоль мажор и вступление Тейлора на ударных. Рассказчик второй раз призывает «маму» («mama»), создавая тему всей части. Рассказчик говорит, что он «не хотел твоих слёз» («didn’t mean to make you cry») и призывает «стойко это перенести» («carry on»). Далее повторяется куплет-баллада, но теперь ударные играют с самого начала. Рассказчик говорит, как он устал и ему тяжело. Мэй играет по другую сторону подставки на гитаре, «посылая дрожь по спине» («sends shivers down my spine»). Рассказчик прощается и готовится «посмотреть правде в глаза» («face the truth»). Далее опять идёт обращение к маме и единственная голосовая вставка за всю часть («куда бы ветер ни дул» — «any way the wind blows») и баллада завершается словами «я не хочу умирать, иногда мне хочется, чтобы я вообще не рождался» («I don’t want to die, I sometimes wish I’d never been born at all»).

### Гитарное соло (2:46-3:11)
Сразу после последних слов баллады начинается гитарное соло Мэя на Red Special. Оно служит своеобразным мостом между балладой и оперой. Соло сопровождается ударными, роялем и бас-гитарой. В конце соло всё больше сопровождается тарелками. Оканчиваясь, оно резко обрывается при переходе на оперу.

### Опера (3:15-4:15)
Быстрые ритмические и гармонические перемены (от ми-бемоль мажора к фа минору и затем к ля мажору) создают оперную атмосферу, которая колеблется от такта к такту, содержит и один голос Меркьюри под рояль, и тщательно сделанные многоголосия с ударными, бас-гитарой, роялем и литаврами.
Хор состоял из Меркьюри, Мэя и Тейлора. Так как Мэй мог достичь очень низких нот, Меркьюри имел очень мощный голос в средних тонах, а Тейлор был неплох при достижении высоких нот, то их хор очень подходил, как сказал Тейлор, для создания «стены звука, которая начинается внизу и далее поднимается вверх» («a wall of sound, that start down and go all the way up»).
Эта часть развёртывает во всей своей противоречивости внутреннюю борьбу главного героя с симптомами умопомешательства, проявляющимися как отрывки бредовых видений. Увидев человечка, похожего на Скарамуша, он предлагает ему станцевать фанданго (I see a little silhouette of a man / Scaramouch, scaramouch will you do the fandango). Эту галлюцинацию прерывает паническая атака — теперь перед ним гроза. Испытывая сильный страх от грома и молний (Thunderbolt and lightning, very, very frightening me), он начинает звать на помощь Галилея. Мозг героя не может удержаться на одной мысли, и по логике развития бреда, завязка которого продолжает оставаться в пределах средневековой итальянской тематики, он переключается на следующий персонаж, которым оказывается Фигаро, и в конце концов восклицает «Магнифико» («Великолепно!»).
Паническая атака завершилась, видения на какое-то время исчезли. Музыкальная тема сменяется: герой приходит в себя и начинает себя жалеть («я просто бедный мальчик, меня никто не любит» / «I’m just a poor boy, nobody loves me»), но тут галлюцинации возвращаются, и он слышит хор голосов: «Бисмилла! Мы не позволим тебе уйти!» / «Bismillah! No, we will not let you go!». Присоединяясь к нему, хор не без торжества подхватывает продолжение его арии: «Вельзевул уже припас [буквально: отложил] для меня [персонального] дьявола» / «Beelzebub has a devil put aside for me!»
Группа использовала эффект эха для слов «magnifico» и «let me go». В словах «let him go» Тейлор продолжал петь свою высокую партию, когда хор уже закончил. В последних словах, при переходе к хард-роковой части, он поёт уже фальцетом.

### Хард-рок (4:15-5:20)
Часть начинается с агрессивного хард-рока, рифф к которой Меркьюри написал сам. В словах Меркьюри злобно обращается от имени второго лица (видимо, от имени матери) к рассказчику, повествуя о его измене и злоупотреблении ею. После слов идёт небольшое гитарное соло, в котором звучат несколько гитар. Затем вместо одной из гитар вступает Меркьюри на рояле, завершая секцию.

### Кода (5:21-6:01)
Кода начинается в си-бемоле миксолидийского лада, становясь похожей на вступление по темпу и форме. С самого начала хор поёт слова «ooh, oh yeah, oh yeah» под аккомпанемент гитары. Гитара воспроизводится через усилитель Deacy Amp, созданный Джоном Диконом. Далее гитара играет более спокойно и сонорно. Опять появляется тема «мне ничего не важно» («nothing really matters to me»). За последней строчкой «куда бы ветер ни дул» («any way the wind blows») следует удар гонга, и песня заканчивается.

## Видеоклип
Видеоклип к песне был снят 10 ноября 1975 года и стал революционным музыкальным видео. В то время для раскрутки синглов группам приходилось выступать на телевидении в передачах, вроде Top of the Pops, где они под фонограмму изображали исполнение песни. У Queen в это время были гастроли, и им пришлось вместо личного присутствия предоставить на телевидение видеоклип. Хотя постановочные клипы к песням появились за десятилетия до того, в интернете и в некоторых газетных публикациях можно часто встретить ошибочные заявления, что Bohemian Rhapsody был «первым видеоклипом в истории», однако это даже не был первый клип самих Queen. Новаторство ситуации было в том, что видеоклип впервые простимулировал продажи сингла и попадание в хиты. После его успеха практика выпускать видеоклипы стала общепринятой.
Видео снимал режиссёр Брюс Гоуэрс, который снял несколько других клипов для группы. Видео стоило 4500 £. В нём применялись спецэффекты, оригинальный монтаж. Кадры из видео использовались в клипе к песне «Radio Ga Ga» и «One Vision».
В 1992 году была снята новая версия клипа к фильму «Мир Уэйна». В неё также вошли фрагменты самого фильма, сцены клипа «Now I'm Here», кадры живого исполнения песни на стадионе Уэмбли, фрагменты переизданного клипа «Seven Seas Of Rhye» и кадр из видео «One Vision» с изображением группы, которая появляется во время заключительного удара гонга.
Согласно опросу, организованному телефонной компанией O2, британцы считают Bohemian Rhapsody лучшим клипом всех времён.

### Вступление

Группа во время съёмки клипа

В клипе повторяется тема, впервые появившаяся на обложке к альбому Queen II, и ставшая промокарточкой группы в то время — лица музыкантов на чёрном фоне. Клип сразу начинается с пения. Во время слов «Is This A Real Life?» ничего не видно, но затем зажигается белая фоновая подсветка и видны силуэты музыкантов. Со словами «Open your eyes» (Открой свои глаза) появляются лица артистов — Брайан Мэй вверху, Джон Дикон слева, Роджер Тейлор справа, и Фредди Меркьюри внизу. Все музыканты одеты в чёрную одежду, только у Тейлора виден белый медальон. Поют все исполнители. В этой части используется один из самых первых и простейших видеоэффектов — накладывание кадра на кадр. Этот эффект появляется, когда поёт Меркьюри, а хор молчит или почти не слышен на словах «I’m just a poor boy, I need no sympathy» и «Any way the wind blows doesn’t really matter … to me». Далее следует плавный переход на балладу.

### Баллада

Джон Дикон и Фредди Меркьюри во время баллады

Действие этой части происходит в концертном зале. Начинается часть с показа Меркьюри, играющего на белом рояле. С этим роялем группа ехала на турне по стране, а также его использовал Пол Маккартни для записи песни «Hey Jude». Меркьюри одет в белые шёлковые одежды, у него несколько браслетов на левой руке и пара ожерелий на шее, ногти на левой руке покрашены в чёрный цвет, на правой — в белый. На заднем плане стоит Дикон, одетый примерно так же. Вначале играют лишь они двое, поэтому только их показывают либо одновременно, либо только Меркьюри крупным планом. После слов «But now I’ve gone and thrown it all away» вступает Тейлор. Он почти не заметен за ударной установкой, залитой зелёным светом прожекторов. Он одет в тёмную незастёгнутую рубашку с короткими рукавами, на шее — блестящий медальон. Камера показывает его крупным планом и отдаляется. Со слов «Mama, ooh» опять показывается Меркьюри, периодически появляется Дикон. На словах «Carry on, carry on» снова показывается Тейлор и заново показываются лишь певец и басист. На словах «Sends shivers down my spine» появляется Мэй, быстро проводящий по струнам Red Special за подставкой. В этой сцене кадром на кадр наложено лицо Меркьюри и сам гитарист, на заднем плане Тейлор. Мэй одет в чёрно-белую рубашку в вертикальную полоску и белые штаны. Далее, на словах «Gotta leave you all behind» (Должен вас всех покинуть) из кадра уходит Дикон, а на словах «And face the truth» заканчивается партия рояля и уходит сам Меркьюри. Со слов «Mama, ooh» он стоит посредине сцены, плотно прижимая микрофон. На словах «I don’t want to die» кадром на кадр показывается Меркьюри с другой стороны и все остальные музыканты.

### Гитарное соло
В первые несколько секунд гитарного соло виден Меркьюри. Затем крупным планом показывают Мэя, играющего на Red Special. Далее его показывают с другой стороны. На 2:50 показываются Дикон и Тейлор. Затем опять виден Мэй, но уже более далёким ракурсом. Он сгибает правую ногу в колене. В заключении, Меркьюри играет несколько аккордов на рояле и встаёт.

### Опера
Во время одинокого стука клавишами в начале части показывается гитара Мэя. На словах «I see a little silhouetto of a man» (Я вижу маленький силуэт человека) виден Меркьюри на фоне белой подсветки, так, что видна только его фигура. Затем также показываются силуэты Дикона, Мэя и Тейлора, и тут же фон вновь становится чёрным и показаны их лица. Во время слов «Thunderbolt and lightning, very, very frightening me» показана вся группа, но сразу шесть раз — при съёмках использовалось разложение кадра призмой так, чтобы сразу несколько таких кадров оказывались в поле зрения. На перекличке «Galileo» по очереди показываются Тейлор и Меркьюри — барабанщик во время высокой партии справа, вокалист во время низкой слева. На слове «Figaro» оба музыканта оказываются вместе с помощью наложения двух кадров друг на друга. На слове «Magnifico», которое поётся эффектом эха, лицо Меркьюри копируется синим цветом в одном направлении, как будто улетая. Далее эффект исчезает и Меркьюри остаётся один. На словах «He’s just a poor boy from a poor family» вновь появляется вся группа. Слова «Easy come, easy go, will you let me go» Меркьюри поёт один. Далее в составе всей группы он один говорит «Bismillah!», остальная часть вторит «We will not let you go» и «Let him go!», но последняя фраза поётся группой, пропустившейся через призму. Далее постоянно происходит поочерёдная смена кадров — то обычная группа, то она сразу шесть раз. На последнем «Let me go» происходит очень быстрая такая смена, а на «Ah» группа уходит синим цветом так же, как до этого Меркьюри. На словах «No, no, no, no, no, no, no» плавно меняется состояние группы с обычного на разложенное через призму. Слова «Oh mama mia, mama mia» вокалист поёт один. Во время исполнения «Mama mia, let me go. Beelzebub has a devil put aside for me» использовано наложение кадра на кадр группы и её одновременных шести копий. Отсюда и до конца оперной части постоянно происходит смена с одного состояния на другое.

### Хард-рок
С характером песни меняется настроение клипа. Вновь музыканты играют на сцене, но теперь на ней много сухого льда и яркого освещения. Меркьюри с микрофоном двигается по площадке, всем видом показывая агрессивность секции — он часто сжимает руки в кулаки и резко двигается под музыку. Во время небольшого гитарного соло он уходит назад, а на первый план выходит Мэй, который более спокоен, чем Меркьюри. В конце части певец уже сидит за роялем.

### Заключение
С началом секции сцена заполняется ярким зелёным освещением. Затем её вытесняет более спокойная и тусклая сиреневая подсветка. Здесь показываются поочерёдно то Меркьюри за роялем, то Мэй, исполняющий партию гитары. На словах «Any Way The Wind Blows» вновь группа показывается, какой она была во вступлении и опере. Здесь поёт лишь Меркьюри, а остальные музыканты медленно опускают головы, так что их в конце почти не видно. В последнем кадре показывается едва различимый Тейлор, мокрый, с голым торсом и в белых штанах, который с силой бьёт в большой блестящий гонг.

## Живые исполнения
Вступление с а капелла было очень трудно исполнять вживую, поэтому группа по-разному начинала песню. Например, в одно время Меркьюри начинал песню с а капелла песни «Mustapha», так как в ней был только один голос, а не многоголосие, как в «Bohemian Rhapsody». Во время тура Hot Space и часто после этого Меркьюри играл импровизацию на рояле перед песней. Иногда он говорил пару слов и начинал играть балладу.
Также большую проблему для группы представляла оперная часть из-за большого количества многоголосий в ней. Группе не хватало времени как следует продумать эту секцию. В итоге от песни осталась только баллада и концовка, а оперная и хард-роковая часть заменялись песнями «Killer Queen» и «The March Of The Black Queen» соответственно, далее песня плавно переходила в «Bring Back That Leroy Brown». Иногда оперная часть игралась в записи, но тогда Меркьюри пел первую строчку сам.
Начиная с тура в поддержку «A Day at the Races» группа начала играть песню так, как делала после этого почти всегда. Баллада игралась вживую, после гитарного соло затухали огни и группа покидала сцену. Опера проигрывалась в записи. Затем в конце, во время последнего «for me» Тейлора, раздавался залп пиротехники, во время которого группа возвращалась на сцену и играла хард-роковую секцию. Такая форма живого выступления применялась вплоть до последнего тура Magic Tour в 1986 году.
С 2005 года, во время туров Queen + Paul Rodgers, вместо баллады играется выступление Меркьюри с Live At Wembley, и на экранах показывается видео с концерта. Музыканты играют свои партии, а Пол Роджерс находится в стороне. Оперная часть, как обычно, играется в записи, а на экранах показывается видеоряд, посвящённый Меркьюри (с некоторыми кадрами из клипа к песне). Группа уходит со сцены, и площадка затемняется. Во время хард-роковой части снова загорается свет, группа появляется на сцене вместе с Роджерсом, поющим основную партию. В заключение Роджерс предлагает спеть зрителям слова «Nothing really matters to me». Затем он повторяет слова, на экране появляется улыбающееся лицо Меркьюри, и после этого сцена затемняется. Видеозапись баллады Live At Wembley, используемая в туре 2008—2009, несколько отличается от той, что использовалась в 2005—2006 годах.

## Популярность
По словам Фредди, группу известие о том, что они стали первыми в хитах, застало в лифте гостиницы. На радостях они вчетвером принялись скакать, и лифт застрял.
- Песня занимала первую строчку британского хит-парада в 1975 году девять недель подряд.
- Через два года после выпуска, в 1977 году, песня получила титул «Лучший сингл последних 25 лет».
- Песня входила в первую пятёрку голландского хит-парада «100 синглов всех времён» (нидерл. Top 100 Aller Tijden) каждый год с 1977 года и занимала первое место восемь раз[14].
- В хит-параде Нидерландов «Top 2000», который проходит с 1999 года, песня ежегодно занимала первое место, лишь в 2005 году опустившись на строчку ниже.
- После переиздания сингла с песней «These Are the Days of Our Lives» композиция опять возглавила британские чарты, на этот раз уже на пять недель[15]. Также это единственный сингл, распроданный несколькими миллионами копий после двух изданий (за это «Bohemian Rhapsody» заняла третью строчку в списке самых продаваемых синглов в Великобритании).
- Песня переживала новую волну популярности в качестве саундтрека к фильму «Мир Уэйна». Для саундтрека было снято новое видео.
- В 2004 году песня была включена в Зал славы «Грэмми».
- В честь песни был назван первый эпизод восьмого сезона сериала That '70s Show, вышедший одновременно с серией, названной в честь другой песни группы — «Somebody to Love».
- По названию песни названа четырнадцатая серия аниме-сериала Cowboy Bebop.
- В 2000 году по результатам опроса 191,5 тыс. человек «Bohemian Rhapsody» была признана лучшей песней тысячелетия[16].
- В 2000 году песня заняла первое место на программе британского канала Channel 4 «Сто лучших номеров один», опередив даже «Imagine» Джона Леннона (англ. The 100 Best Number 1s)[17].
- В 2002 году песня заняла первое место в хит-параде синглов Гиннесса и также первое по опросам Всемирной службы Би-би-си на звание лучшего сингла всех времён.
- В ходе опроса компании Zippo композиция «Bohemian Rhapsody» была признана лучшей песней для того, чтобы «махать под неё горящей зажигалкой»[18].
- В списке 500 лучших песен по версии журнала Rolling Stone (2011) песня занимает 166 строчку. В списке за 2024 год «Bohemian Rhapsody» была поднята до 17-го места.
- «Bohemian Rhapsody» — лучшая рок-песня всех времён по версии слушателей радио RockFM (голосование — март 2014)[19]
- В мае 2004 года «Bohemian Rhapsody» стала второй песней по частоте звучания на британском радио, автоматах-проигрывателях и в клубах[20].
- В конце 2018 г. Universal Music Group сообщила, что, по её данным, «Bohemian Rhapsody группы Queen официально стала самой прослушиваемой песней XX века на стриминговых сервисах» — пользователи Сети воспроизвели её более 1,5 млрд раз[21].
- В июле 2019 года клип на песню стал первым видео, созданным до 1990 года, которое просмотрели на видеосервисе YouTube более 1 миллиарда раз[22][23][24].

### Кавер-версии и другие записи
- Группа Bad News исполнила кавер-версию Брайана Мэя и включила её в свой альбом Bad News. Позже группа выпустила песню в качестве сингла. Композиция достигла лишь 44 места в британском хит-параде.
- На концерте The Freddie Mercury Tribute Concert 20 апреля 1992 года песню исполнили Элтон Джон и Эксл Роуз. Балладу исполнил сэр Элтон, Эксл спел рок-партию. Эпилог исполнялся в дуэте.
- Пародия «Bohemian Polka» Weird Al Yankovich, 1993.
- В 1994 году мотив песни был использован в «Арии Василисы Прекрасной», в альбоме «Кащей Бессмертный» группы «Сектор Газа».
- В 1996 году группа Third Eye Blind записала саундтрек для фильма High School High. В него была включена кавер-версия песни. Позже песня была выпущена в качестве сингла. В том же году группа the Braids выпустила свою версию песни, в стиле R&B. Был выпущен сингл и видеоклип.
- В 1997 году кавер-версия песни под названием «Bohemia» открыла альбом дуэтов оперной певицы Монсеррат Кабалье — Friends For Life. Песня была исполнена совместно с вокалистом группы Iron Maiden Брюсом Дикинсоном. Монсеррат Кабалье при поддержке хора исполнила вступление и оперу, Брюс Дикинсон балладу и хард-рок, заключение было исполнено вдвоём. Гитара звучит лишь в хард-роковой части песни, гитарное соло заменено на оркестровое. Также в этом альбоме была переиздана песня «Barcelona», записанная совместно с Фредди Меркьюри в 1988 году.
- В 1998 году группа Molotov выпустила переработку песни, она получила название «Rap, Soda y Bohemia». Эта композиция также появилась на сборнике «Tributo A Queen: Los Grandes Del Rock En Español».
- Группа The Flaming Lips записала свою версию песни для трибьют-альбома Killer Queen: A Tribute to Queen в 2005 году.
- Песня исполнялась различными музыкантами в благотворительных целях — в 1993 году для организации «Разрядка смехом» и в 2005 году для организации «Нуждающиеся дети» (Children in Need).
- Часть песни задействована в композиции «The Big Medley» группы Dream Theater из альбома A Change of Seasons.
- Кавер-версия группы Hayseed Dixie[англ.], вошедшая в альбом Killer Grass[англ.] (2010).
- Германская группа Excrementory Grindfuckers включила в свой альбом 2010 года пародийный кавер под названием «Bohemian Schnapsidee».
- В финальном эпизоде первого сезона телесериала «Хор» песню исполняют Джесси Сент-Джеймс (актёр Джонатан Грофф) и хор «Вокальный адреналин». Композиция также вошла в альбом саундтреков сериала Glee: The Music, Journey to Regionals.
- Также кавер на эту песню исполнил Мэйнард Джеймс Кинан в своём проекте Puscifer в альбоме Donkey Punch The Night[англ.].
- В «Маппет-шоу» песню исполняют персонажи-куклы, копируя оригинальный клип и исключив вторую часть баллады. Начинает Гонзо, затем пианист-виртуоз Ральф играет на рояле, потом Животное поёт «Мама», играя на ударных и т. д. Заканчивает Мисс Пигги, заменяя последнее «me» Меркьюри своим фирменным «moi».
- В 2016 группа Panic! At The Disco записала официальную кавер-версию для фильма «Отряд самоубийц».
- В 2017 году Pentatonix записали а капелла версию песни, она открывает их четвёртый альбом каверов PTX Vol. IV: Classics. Группа The White Buffalo & The Forest Rangers исполнила свою версию песни для первой серии 7 сезона сериала «Сыны анархии».
- Голландский певец и музыкант Альдуз Кларксен, известный как Valensia, в 2000 выпустил песню «The phantom of opera» в одноимённом альбоме, которая по своей структуре (вступление-баллада-опера-рок-эпилог) копирует «Bohemian Rhapsody» и в основном представляет её инвертированную версию. Кроме того, существует сборник каверов на ряд песен Queen в исполнении Valensia, в том числе и «Bohemian Rhapsody».
- итальянский альтист Марко Мишанья в 2024 году в сингле, посвященном его аранжировке для альта соло (Live, MM04-2024)[25]

### В театре
В 1997 году хореограф Морис Бежар использовал песню, наравне с другими произведениями группы Queen, в своём балете «Дом священника».

### В кино
Снят одноимённый фильм (премьера 1 ноября 2018), заканчивающийся выступлением актёров и массовки в кинореконструкции концерта Live Aid на стадионе Уэмбли под оригинальную фонограмму.

## Чарты
| Позиция | 47 | 17 | 09 | 01 | 01 | 01 | 01 | 01 | 01 | 01 | 01 | 01 | 03 | 06 | 16 | 32 | 36 |

| Позиция | 01 | 01 | 01 | 01 | 01 | 02 | 04 | 10 | 16 | 13 | 21 | 36 | 53 | 55 |

| Позиция | 81 | 71 | 59 | 49 | 43 | 38 | 33 | 31 | 29 | 25 | 22 | 19 | 17 | 15 | 12 | 10 | 02 | 05 | 11 | 19 | 27 | 39 | 59 | 93 |

| Позиция | 81 | 49 | 24 | 10 | 04 | 04 | 04 | 02 | 03 | 05 | 09 | 16 | 22 | 28 | 35 | 43 | 47 |

| Позиция | 15 | 04 | 02 | 01 | 01 | 01 | 02 | 02 | 06 | 09 | 16 | 26 | 37 |

| Позиция | 15 | 04 | 02 | 02 | 02 | 02 | 04 | 08 | 15 | 20 | 37 |

| Позиция | 10 | 07 | 04 | 05 | 04 | 05 | 05 | 06 | 09 | 11 | 12 | 14 |

| Позиция | 18 | 16 | 11 | 08 | 11 | 09 | 14 | 24 | 20 | 34 | 33 | 39 |

| Позиция | 08 | 06 | 07 | 05 | 04 | 05 | 06 | 07 | 08 | 08 | 10 | 10 | 10 |

| Позиция | 19 | — | — | — | — | — | — | — | — | — | — | — | — | — | 18 |

| Позиция | 17 | 13 | 14 | 11 | 08 | 12 | 16 | 19 | 12 | 16 | 16 | 21 |

| Позиция | 29 | 31 | 23 | 26 | 17 | 15 | 23 | 15 | 17 | 18 | 23 | 32 | 25 | 30 | 32 |

| Позиция | 45 | 12 | 10 | 06 | 05 | 07 | 11 | 14 | 15 | 23 | 33 | 38 | 46 |